# 上条城 (尾張国)

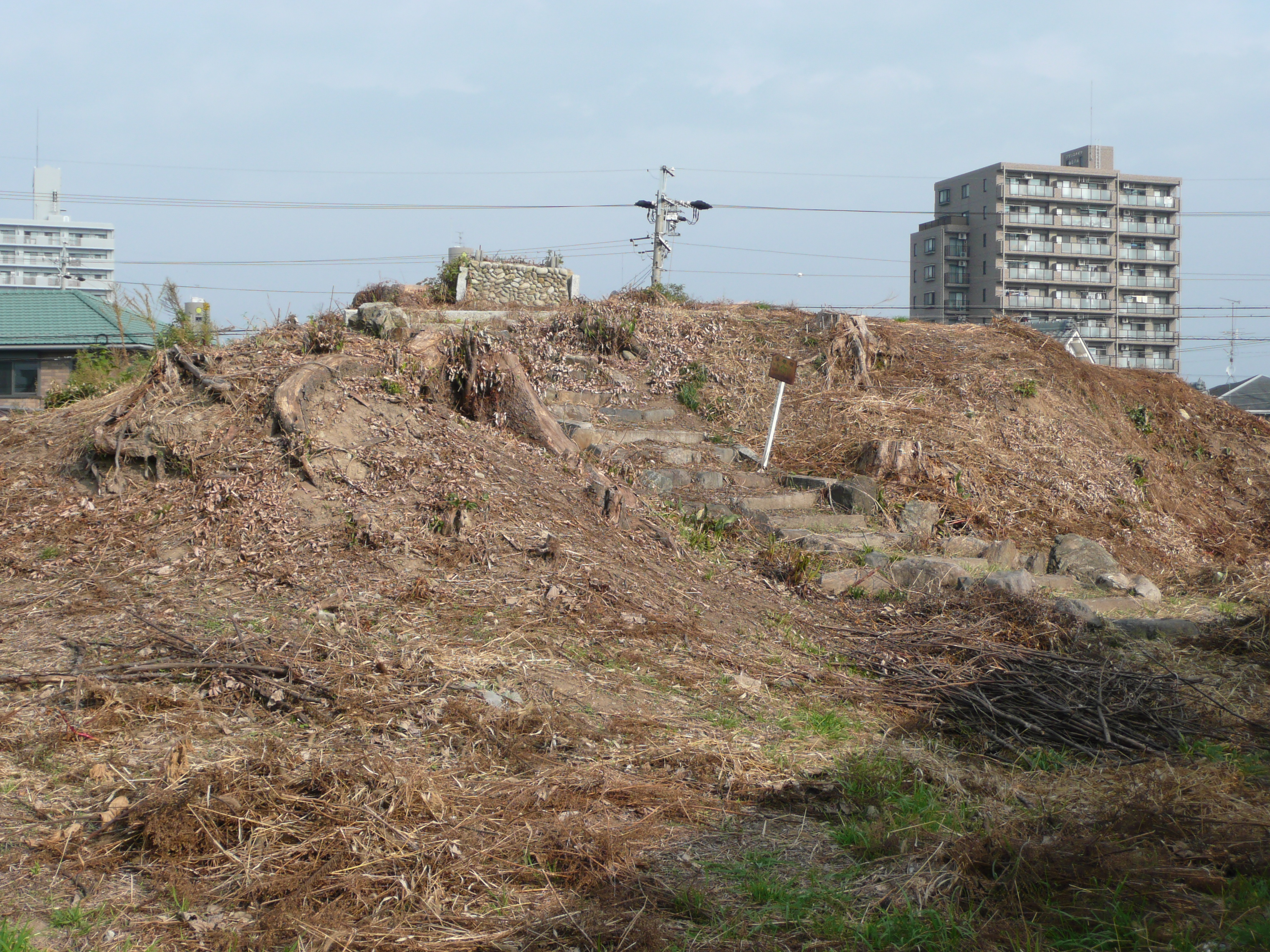
天守跡「人呼びの丘」

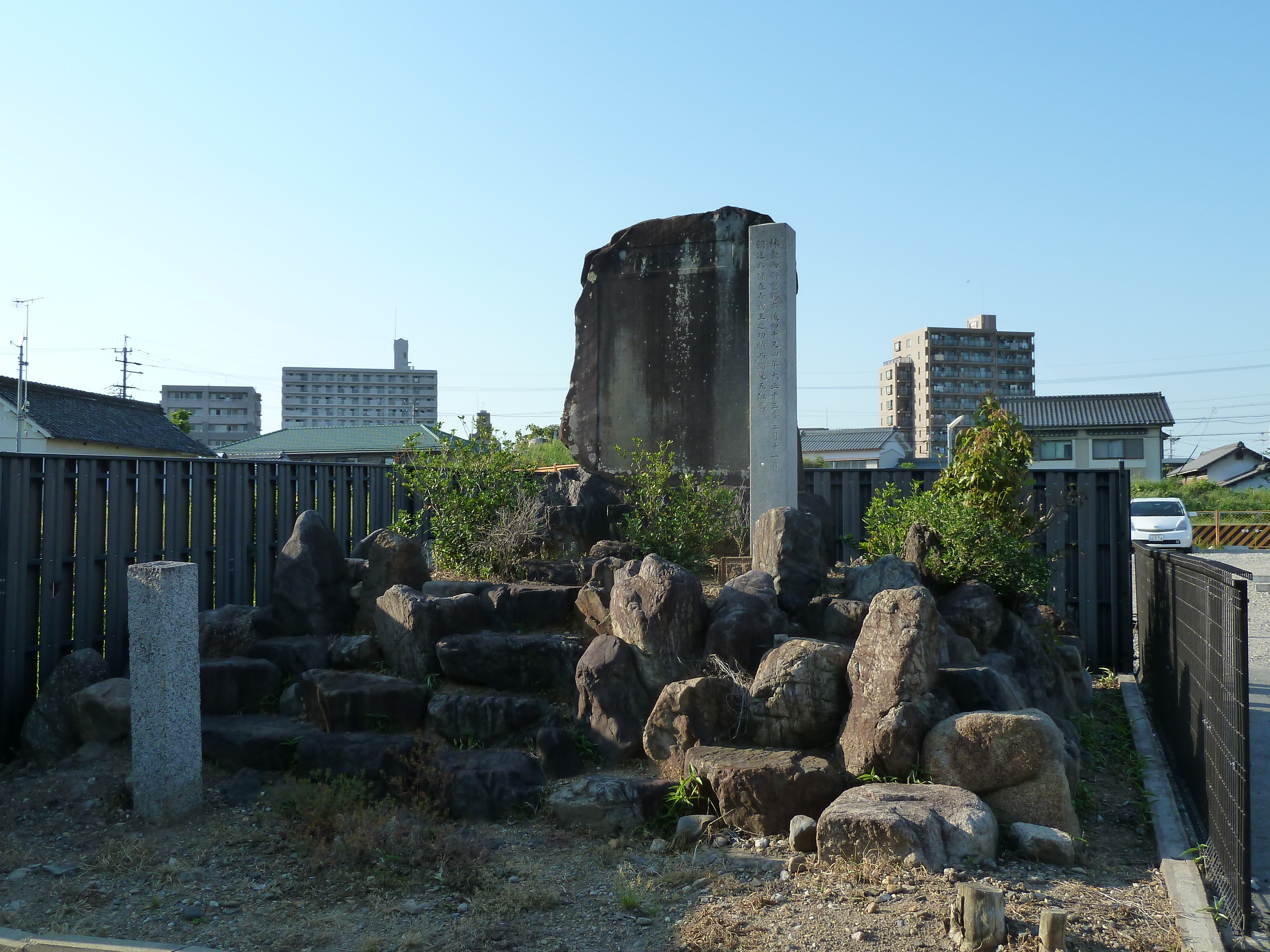
上条城跡の脇にある林家屋敷跡の石碑

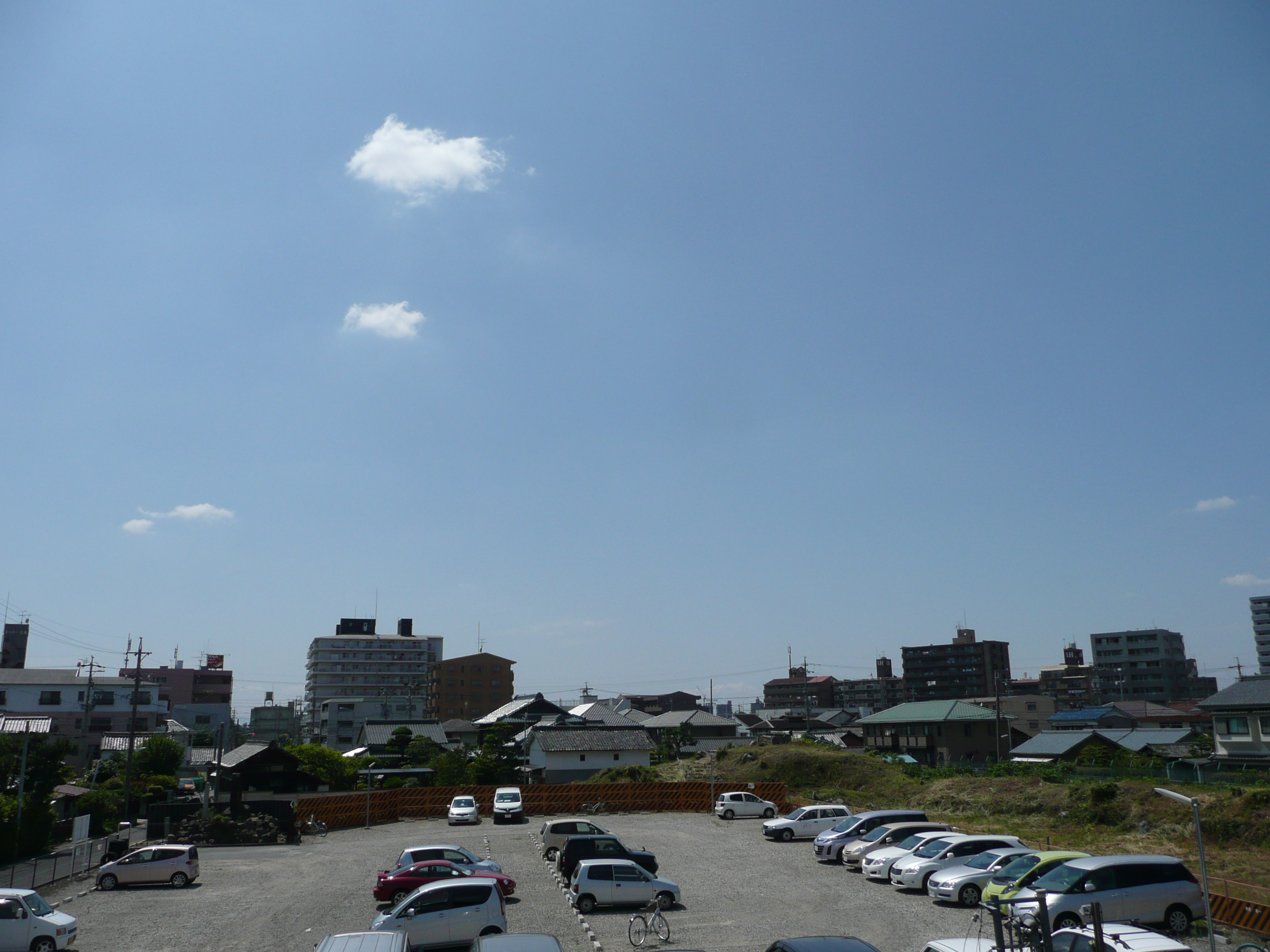
本丸

上条城（じょうじょうじょう）は、尾張国春日井郡上条（現愛知県春日井市上条町）にあった日本の城（平城）。

## 概要
市の中南部に位置し、上条城の東部を内津川、庄内川が南北に流れている。
小坂光善は築城した後に近江国へ移り住んでいたが、林重之の代に上条城に戻り、名字を「小坂」から「林」と改姓した。林家は林重之が上条用水を切り開く等、代々地元の農業の振興に努めたといわれる
。豊臣秀吉により城が廃城になった後も林家はこの地で林重登を初め林金兵衛まで15代に渡って庄屋に従事し、明治時代に至る。
天守台の頂上部には今井兼平と磯城津彦命（父：安寧天皇）を奉っていたコンクリート製の祠の土台が残存している。この天守台は天守が取り壊された後に村人を召集したり、水害や戦の際にここの頂上に登って村人に知らせたことから「人呼びの丘」とも呼ばれている。

## 歴史・沿革

### 鎌倉・南北朝時代
建保6年（1218年）、小坂光善が上条城を築城。
南北朝時代初期、上条入道が支配。後に林重之の代に近江国からこの地に戻る。
文明18年（1486年）、当時の上条城主である林重緒が仁済宗恕を招いて菩提寺として泰岳寺を開山。

### 室町・戦国時代
弘治2年（1556年）、那古野城において城主の織田信光が家臣の坂井孫八郎により殺された際、織田信長の兵召集に応じた吉田城主の小坂久蔵は坂井の軍勢により討死した。世継ぎがいなかったので信長は家臣で久蔵の遠縁である小坂雄吉に跡を継がせ、上条城（この頃、林盛重が上条城の領地を信長に献上し帰農した）と吉田城城主を任ぜられた。雄吉は信長の命令で家臣の佐久間氏ら約500人とともに上条城に向かい、城域の拡張のため大改修を行なった。
同年、稲生の戦いの際に小坂雄吉は佐久間氏や家臣に上条城と吉田城の周辺の守備を任せて佐々成政らとともに戦場で戦い勝利を治める。
天正12年（1584年）、小牧・長久手の戦いの際に盛重の息子林重登は池田恒興からの要請をうけて城跡など旧跡を修理して砦を造り、道の案内などをした。雄吉は伊勢国長島に出陣し、雄吉が戻るまで森川権六らが城番をしていた。池田恒興率いる軍が一時的に徳川家康の本拠の三河国を攻める際に足がかりとしてこの城に入城し二泊した。恒興は、後に長久手で徳川家康が率いる軍と衝突して森長可らとともに戦死している。
天正14年（1586年）、豊臣秀吉は上条城や吉田城、小牧にある諸城を取り壊すことを条件に戦いを終えたため、天守を始めとした城の建造物は壊されたが林重登が上条城跡に新たに屋敷を構えた。
小牧・長久手の戦いの後、豊臣秀吉は自ら兵を率いて龍泉寺の帰路に林重登の屋敷に来て少しの期間滞在し、慶長年間初期（1596年 - 1598年）秀吉がこの時の礼に重登を春日井郡57か村の総代庄屋に指名し、林家は重登から林金兵衛の代まで大庄屋として勤めた。

### 近代
昭和52年（1977年）5月20日、江戸時代頃に建築された現存建造物であった林氏屋敷の母屋が火事により焼失。
平成18年（2006年）、春日井市が調査した際に一部に水田耕土と思われる層位が発見され、水田を埋め立てて上条城が築かれた可能性があるといわれている。現存する北側の堀や土塁は築城当初とは形が異なっていることが確認されたことから、築城後に改修されたと見られている。
本丸の跡地は個人宅だったが取り壊されている。現在は堀や土塁等の遺構を残しつつ本丸を月極駐車場として活用しており、石碑が建立されている地点から本丸部全体を見渡すことができる。本丸の脇に林金兵衛の屋敷跡の石碑が2つ建立されている。

## ギャラリー

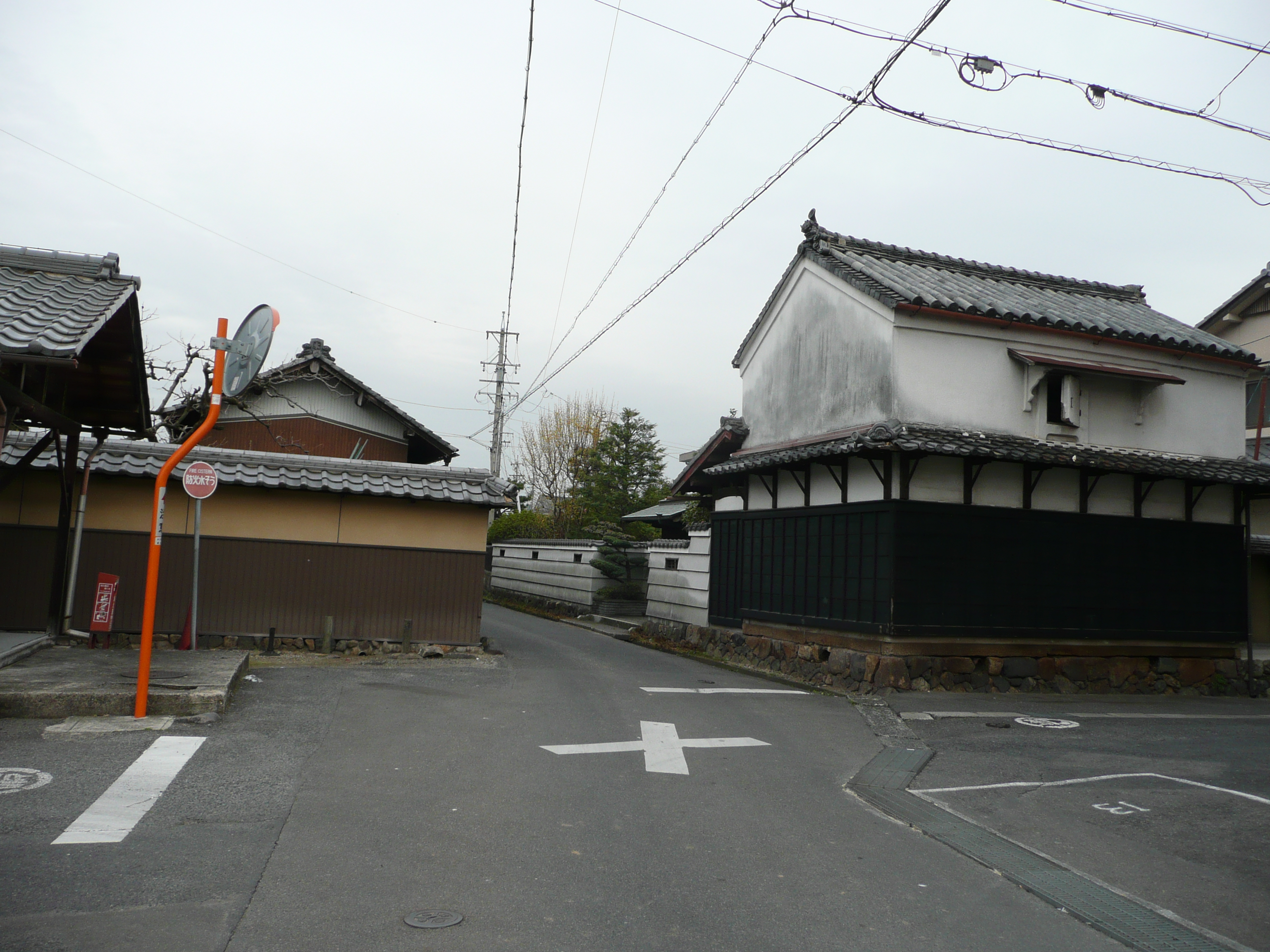
林氏屋敷の母屋
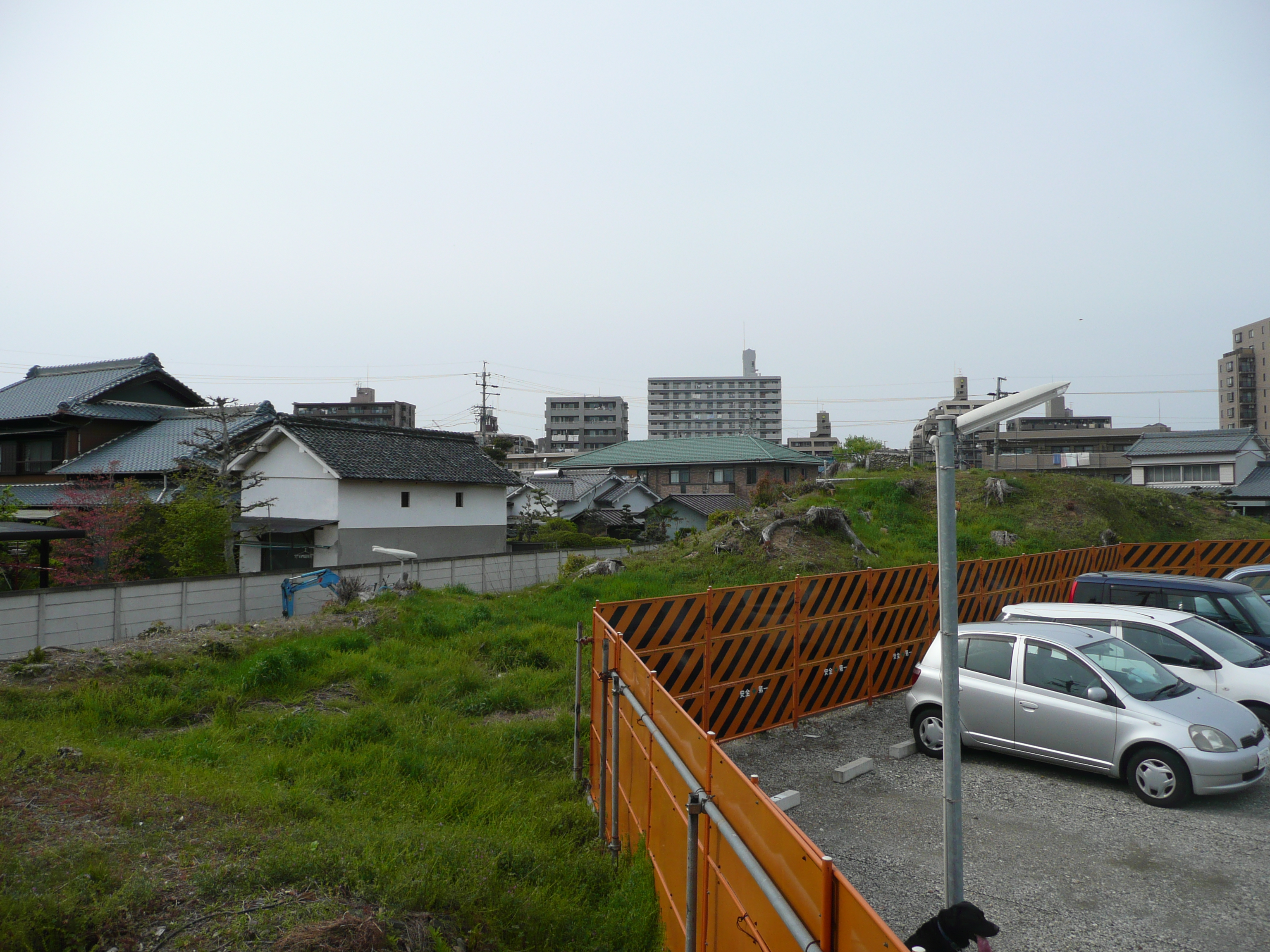
石碑のある所から望む天守跡
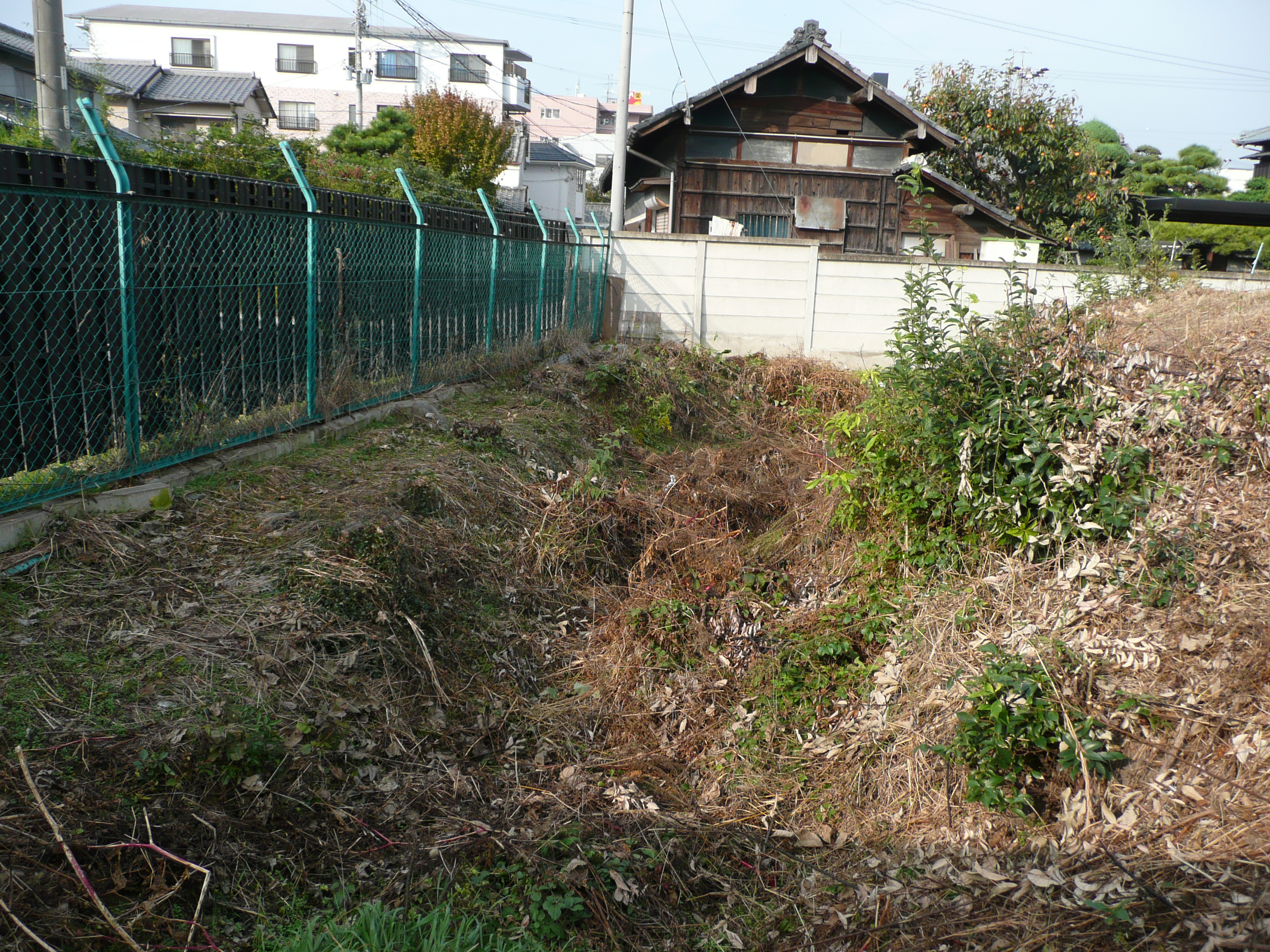
本丸、南西の堀（現在は消失）
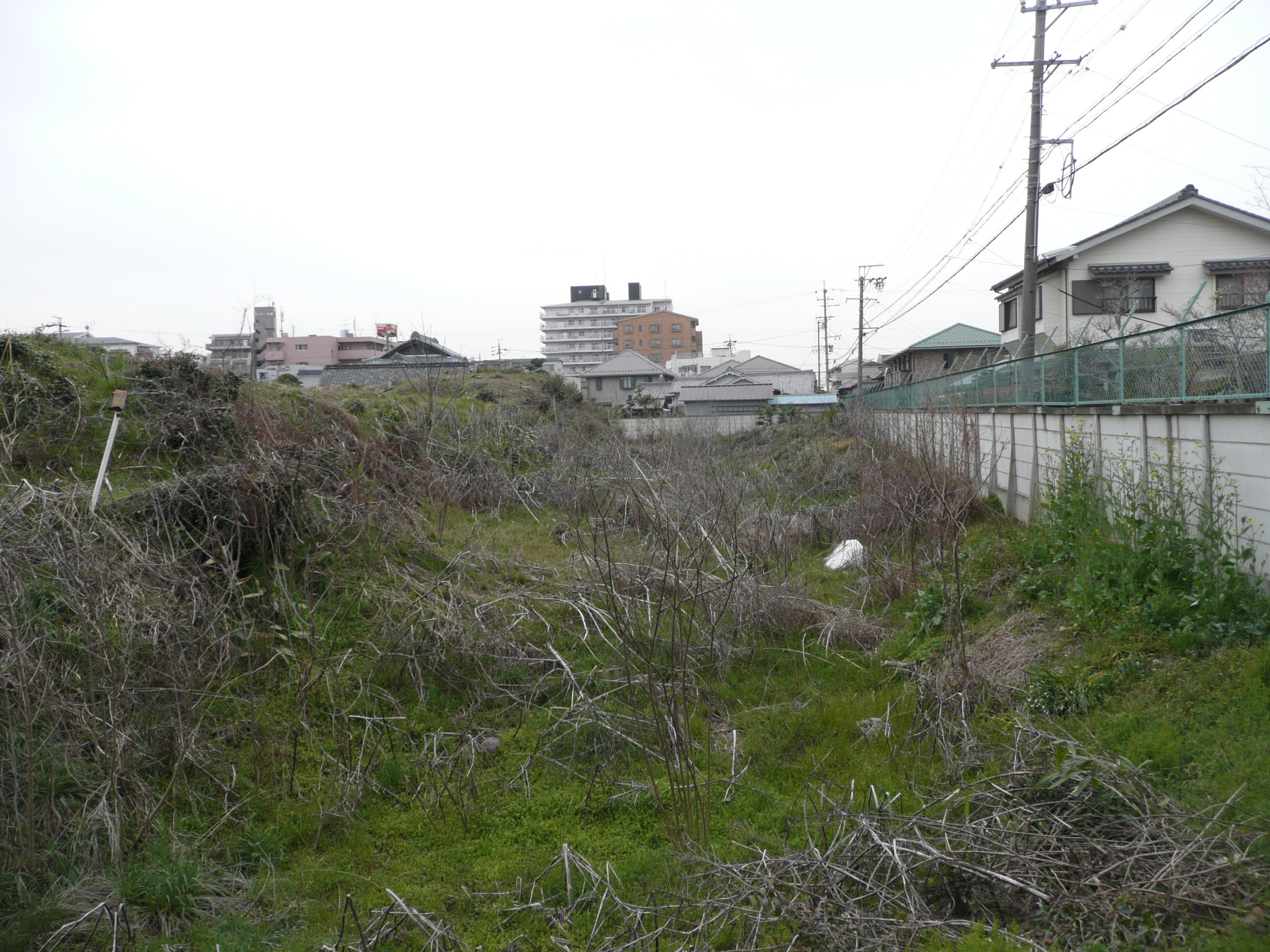
本丸、北の堀
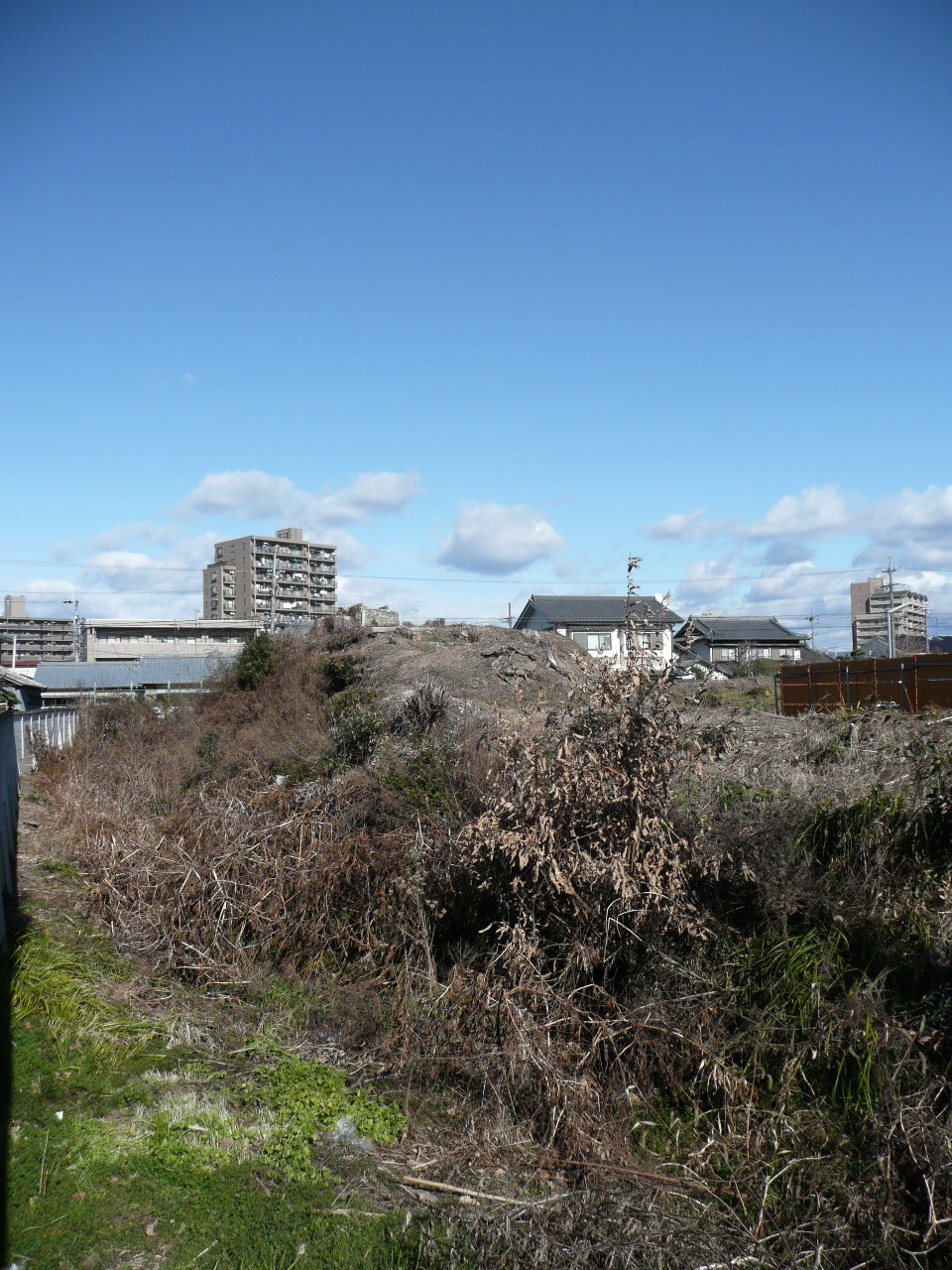
本丸、西の堀
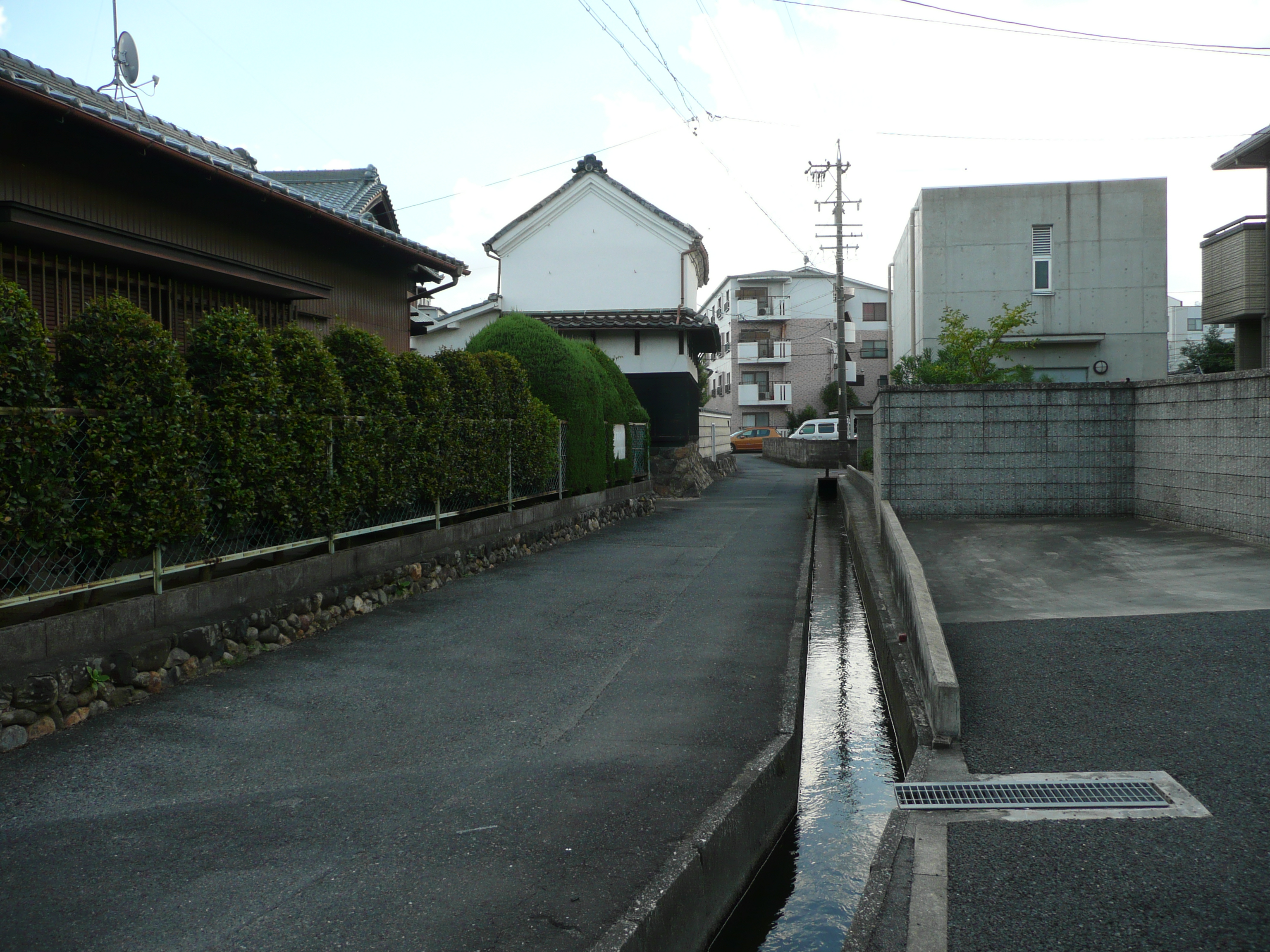
二の丸、西の土塁、堀跡
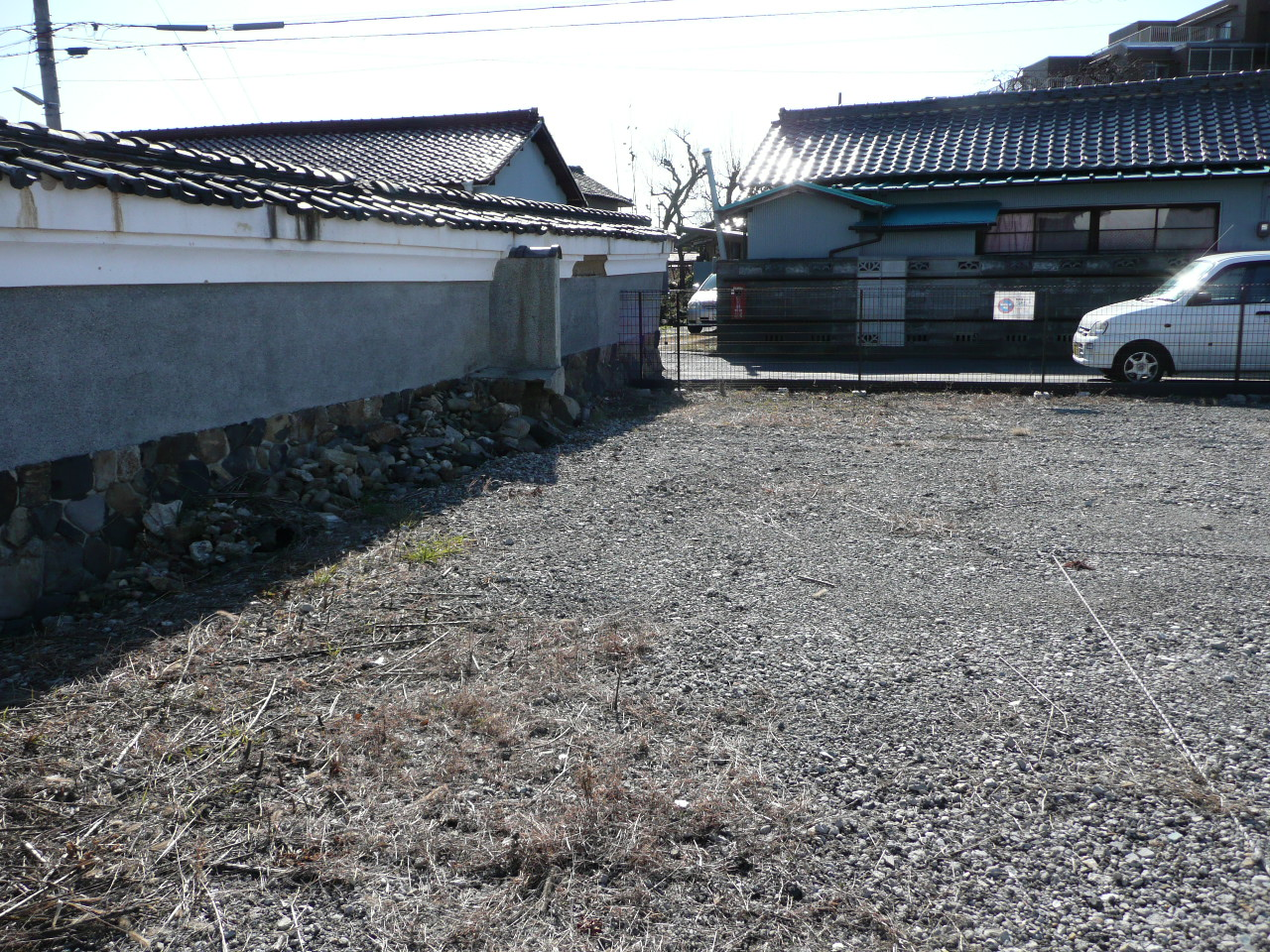
本丸、井戸跡

## 構造

### 縄張
城郭の形式は輪郭式平城。本丸を中心として周りを二の丸と三の丸で囲い、土塁を3重に、堀を4重に廻らされていた。三の丸の堀の西側を南北に水路が流れていた。春日井市内では最古の城で、市の中南部にある春日井駅のすぐ南側に位置しており、城の東部を内津川、庄内川が南北に流れている。城が建てられる以前はゆるやかな傾斜がある湿地帯であったと推測されている。

### 本丸
長方形の郭で、北西隅に天守、南東に1ヶ所虎口が設けられていた。本丸の規模は東西約75m、南北約50mの約3750m2あり、現在の堀と土塁の比高差は最大で約6mある。本丸跡地に屋敷が建っていたが、建物は取り壊され、石垣や土塁、堀等の遺構を見物するのが可能になった。
本丸部分は月極駐車場になっている。南西隅に石碑があり、堀が残っている。駐車場の南東側の脇に井戸が存在したが現在は残っていない。

### 二の丸（寄京）
二の丸には北西隅と南隅の2ヶ所に櫓が、南東に1ヶ所虎口が設けられていた。本丸を含めた二の丸の規模は東西約150m、南北約180mの27000m2ある。
地内には林氏屋敷の母屋が現存し堀跡は側溝などに利用されており、その大部分は宅地化されている。

### 三の丸（佐久間屋敷）
三の丸は上条城の面積の約3分の2を占めており、南東に1ヶ所虎口が設けられていた。規模は東西約370m、南北約340mで周囲と北西から南東に土塁と堀を廻らせていた。稲生の戦いの際に佐久間氏が三の丸に屋敷を一時的に構えていたことから「佐久間屋敷」とも呼ばれている。

## 柴田屋敷
城内に存在したとされる屋敷であり、上条城の復元図を見ると本丸から南東方向に「柴田屋敷」と書かれてある。密蔵院の文章の中に「頼郷城主であった柴田七左衛門が息子の柴田亀千代の病気の祈祷料として上田五反歩を寄進した…」との記事があり柴田七左衛門の屋敷と言われているが詳細は不明。

## 現地情報

### 所在地
- 愛知県春日井市上条町2、4丁目

### 交通アクセス

#### 鉄道
- JR中央本線 春日井駅（南口）より南へ徒歩で約4分。

#### 路線バス
- はあとふるライナー
  - 上条町2丁目バス停下車、東へ徒歩ですぐ（三の丸跡地）。

#### 自動車
- 名古屋第二環状自動車道　松河戸ICから車で約5分。